# Refvik
Refvik lub Refvika – wieś w zachodniej Norwegii, w okręgu Sogn og Fjordane, w gminie Vågsøy. Miejscowość leży na północnej stronie wyspy Vågsøy, pomiędzy zatoką Morza Północnego – Sildegapet a jeziorem Refviknatnet. Refvik znajduje się 2 km na południe od miejscowości Vedvik i około 12 km na północ od centrum administracyjnego gminy – Måløy. Dojazd do Måløy możliwy jest dzięki tunelowi – Skoratunnelen. 
Wieś jest położona na terenie nizinnym, częściowo na wydmach. W Refvik znajduje się plaża, uznawana przez część osób za jedną z najpiękniejszych w regionie, w letnie dni jest ona popularną atrakcją turystyczną. W drugim końcu wsi leży jezioro Refvikvatnet, które jest największym punktem słodkiej wody na wyspie.   
W pobliżu Refviki, w odległości około 6 km znajduje się wybudowana w 1906 roku latarnia morska Kråkenes. Miejscowość jest wymieniona w źródłach historycznych pochodzących z XVI wieku.
W 2001 roku wieś liczyła 126 mieszkańców.